# Kaserne Helgoländer Damm
Die ehemalige Kaserne Helgoländer Damm im niedersächsischen Nordenham-Blexersande im Landkreis Wesermarsch stammt aus dem 20. Jahrhundert.
Die Gebäude stehen unter Denkmalschutz (siehe auch Liste der Baudenkmale in Nordenham).

## Beschreibung
Die Kasernenanlage aus den 1930er Jahren besteht aus:
- dem zweigeschossigen giebelständigen L-förmigen Kasernengebäude mit Walmdach,[2]
- einem zweigeschossigen traufständigen Nebengebäude mit Walmdach
- und der Grünanlage.

Hier war 1937/38 der Standort einer Seefliegerhorstkompanie auf dem Gelände der ehemaligen 1925 stillgelegten Schiffswerft Oldenburg.
Das Landesdenkmalamt befand zur Bedeutung: „geschichtlich“.